# Follainville-Dennemont
Follainville-Dennemont település Franciaországban, Yvelines megyében. Lakosainak száma 2178 fő (2022. január 1.). Follainville-Dennemont Fontenay-Saint-Père, Guernes, Limay, Mantes-la-Jolie, Saint-Martin-la-Garenne, Saint-Cyr-en-Arthies és Vétheuil községekkel határos.

## Népesség
A település népességének változása:
| Lakosok száma | 1893 | 1962 | 2078 | 2139 | 2131 | 2146 | 2167 | 2173 | 2178 |
|               | 2013 | 2015 | 2016 | 2017 | 2018 | 2019 | 2020 | 2021 | 2022 |